# Callobius tehama
Callobius tehama är en spindelart som beskrevs av Robin Ernest Leech 1972. Callobius tehama ingår i släktet Callobius och familjen mörkerspindlar. Inga underarter finns listade.